# 에디 필립스

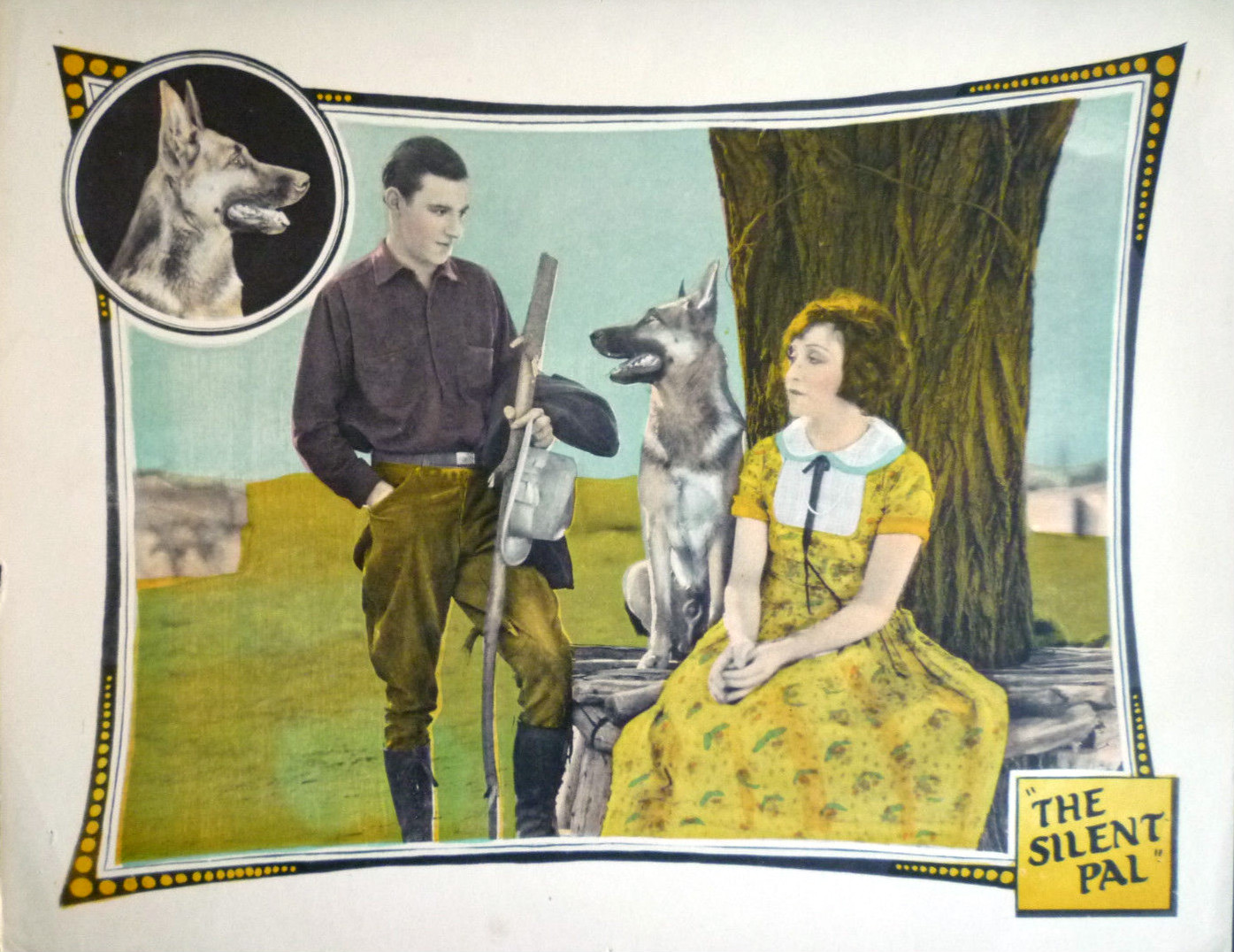

에디 필립스(Eddie Phillips, 1899년 8월 14일 ~ 1965년 2월 22일)는 미국의 배우이다.
필라델피아에서 태어났으며 할리우드에서 사망하였다. 사인은 교통사고이다.

## 영화
- 애니 넘버 캔 플레이 (1949년)
- 화이트 히트 (1949년)
- 스테이트 오브 더 유니온 (1948년)
- 헐리우드 가는 길 (1947년)
- 더 파이어플라이 (1937년)
- 빨간 머리 여자 (1932년)
- 체이싱 레인보우 (1930년)
- 빅 보이 (1930년)
- 외로운 (1928년)